# Esther Young
Esther Young (també Esther Jones o Hester Jones) (Londres (Anglaterra), 14 de febrer, 1717 - Idem, 6 de juny, 1795), va ser una contralt operística anglesa i dona de l'editor musical Charles Jones. Va formar part d'una coneguda família anglesa de músics que incloïa diversos cantants i organistes professionals durant els segles XVII i XVIII.

## Biografia
Esther Young va néixer a la zona de Covent Garden de Londres. Tant el seu pare, Charles Young, com el seu germà, Anthony Young, eren coneguts organistes i compositors menors. La petita de quatre fills, la germana gran d'Esther, Cecilia, va ser una de les més grans sopranos angleses del segle XVIII i fou l'esposa del compositor Thomas Arne. La seva altra germana gran Isabella també va ser una soprano d'èxit i l'esposa del compositor John Frederick Lampe. Encara que el seu germà gran Charles era un empleat del Tresor Reial i no un músic professional, les seves filles Isabella, Elizabeth i Polly van seguir els passos de les seves ties per convertir-se en cantants d'èxit.
Juntament amb les seves germanes, la formació musical més primerenca d'Esther va ser amb el seu pare, però finalment va estudiar en privat amb altres professors. Va debutar com a cantant professional en una sèrie de concerts l'any 1736. L'any següent va fer la seva primera aparició a l'òpera en el paper de Mauxalinda a la producció original de The Dragon of Wantley de Lampe al "Haymarket Theatre". La seva germana Isabella va cantar l'heroïna Margery a la producció i les dues noies es van quedar amb l'espectacle quan es va traslladar al Covent Garden Theatre. L'òpera va tenir un gran èxit i va funcionar durant diverses temporades. Isabella es va casar amb Lampe a mig camí del programa.
Esther va continuar apareixent en produccions durant les quatre dècades següents, principalment a Covent Garden. Va aparèixer en diverses òperes de Lampe i va interpretar Lucy a The Beggar's Opera llibret de John Gay la música, probablement, és un arranjament de Johann Christoph Pepusch (l'obertura, basada en dues de les cançons de l'Acte II està composta per ell), Esther l'interpretà durant molts anys. El 1744 va cantar Juno i Ino a l'estrena mundial de Semele de Händel i el 1750 va cantar el paper d'Hèrcules a l'estrena mundial de The Choice of Hercules. Algunes referències han indicat que va anar amb la seva germana Cecilia Young i el seu marit Thomas Arne a Irlanda el 1755, però els registres d'actuació demostren que això no és exacte, ja que va cantar a Covent Garden durant la temporada 1755/6. De fet, Esther va cantar en aquest teatre cada any des de 1743 fins a la seva jubilació el 1776. No obstant això, cap al final de la seva carrera va cantar sobretot en el cor i no en els papers destacats.
El 8 d'abril de 1762, Esther es va casar amb el comerciant i editor de música Charles Jones. Segons l'historiador Charles Burney, el desembre de 1785, uns anys després de la mort del seu marit, Esther estava empobrida i estava greument malalta. La seva germana Isabella Lampe va tenir cura d'ella durant aquest temps amb "tendresa incansable" fins a la seva mort el 6 de juny de 1795.